# Bastian Swillims
Bastian Swillims (né le 9 décembre 1982) est un athlète allemand, spécialiste du sprint. Il mesure 1,90 m pour 82 kg. Son club est le TV Wattenscheid 01.

## Meilleurs temps
- 100 m : 10 s 74 -0.4 	4r4 	Biberach	16 Jun 2007
- 200 m : 21 s 25 -0.5 	2r1 		Biberach	16 Jun 2007
- 400 m : 45 s 44 4h1 	WC	Osaka	28 Aug 2007
  - en salle : 45.62 	2e 	EC	Birmingham	3 Mar 2007

- Argent aux CE en salle de 2007.